# Вакуль
Ва́куль (Ва, Куль васа, чукля — «кривой») — мифологический персонаж народов коми, водяной, живёт в водоемах вместе со своей семьей.

## Роль Вакуля в мифологии народов коми
По представлениям коми-зырян вода являлась самой первой стихией мироздания.
По мифам коми-пермяков, земля возникла из куска облака, которую Ен отломил ударом молнии и полил водой. Затем,
со дна Мирового Океана боги-демиурги подняли землю с помощью гагары или иной птицы.
На земле возникают другие стихии: воздух, огонь. Но вода вездесуща, проникает во все сферы мироздания: надземный, земной и подземный. Именно по этой причине вода носила сакральный характер.
Вакуль — дух подводного мира имеет злой, неприятный для человека характер.
Злая сущность Вакуля подчеркивается его названием Куль — у коми и обских угров подобное название носит и злой бог Омоль.
В финно-угорских мифах характерной чертой сказаний является отождествление мрачного подземного мира с непознанным водным. Этим стихиям противопоставляется добро: земной вариант жизни.
Вакулю служат водяные — васы.
Переплывая водоем, нужно сделать пожертвование Вакулю: бросить в воду хлеб. При ловле рыбы было принято жертвовать кусочки ткани, мелкие деньги, яйца. Также принято было выпускать первую из пойманных рыб с благодарностью или приготовить из неё обрядовую трапезу, пригласив духов разделить её.
Роль Вакуля в мифологии сводилась к мелкому вредительству небесному богу-демиургу Ену, который карал молниями-стрелами его водоемы, а также противостоянием с лешим Ворсой.
Вот как в быличке описывается наказание Вакуля Еном:
 Один охотник отправился к реке пострелять уток. В это время разразилась гроза. Видит охотник, как из тучи молнии бьют в вакуля, который вышел из воды и показывает небу зад. Водяной успевал каждый раз спрятаться от молнии в воду, но тут подоспел охотник и так ударил его ружьем, что тот не успел опомниться, как молния его настигла. Бог спалил водяного […]. 

## Внешний вид Вакуля

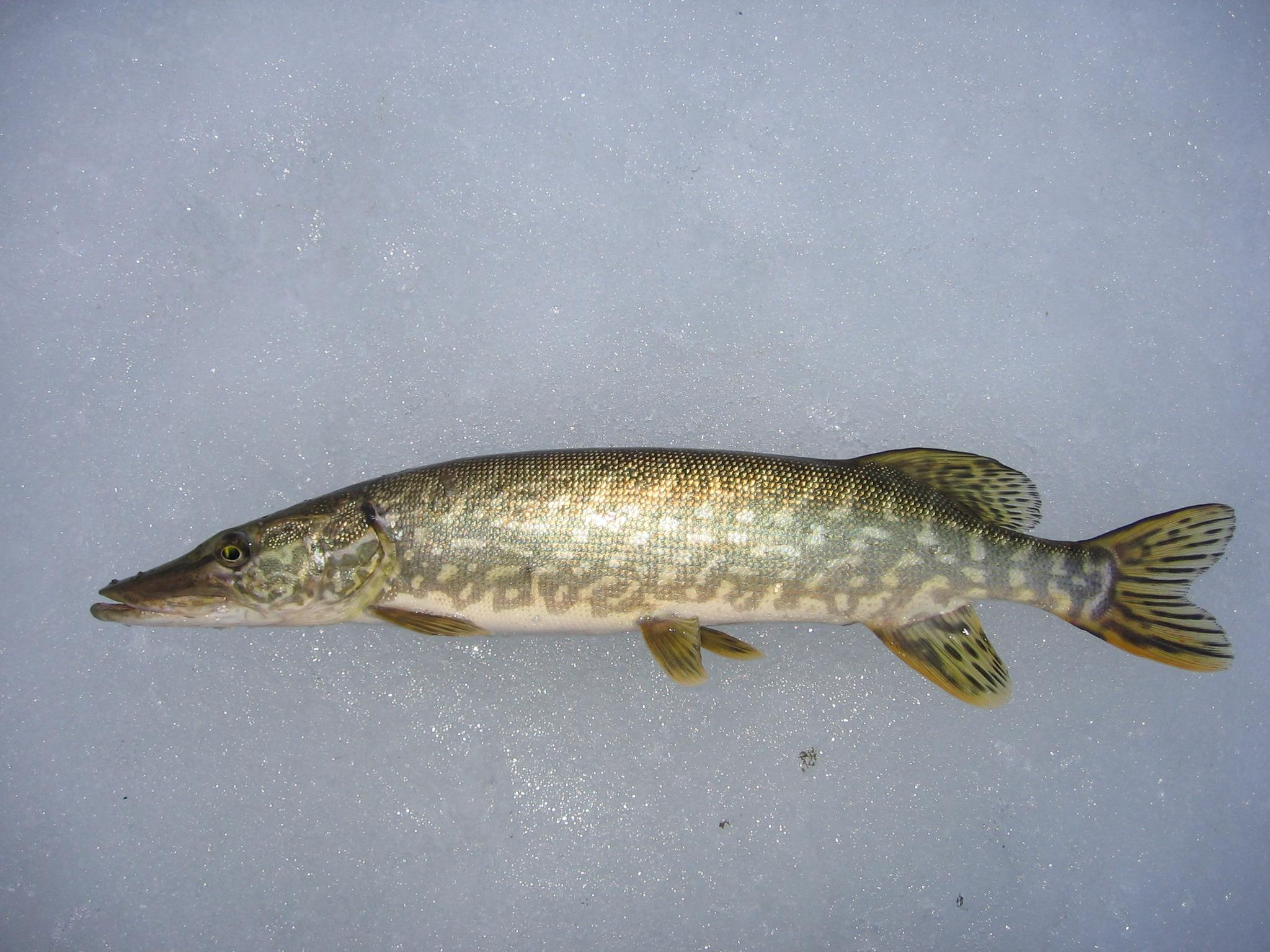
Анимализм Вакуля

- Вакуль может появляться в облике вихря[2]. В облике этой стихии мог также появляться и Ворса.
- У него длинные зелёные волосы, которые он любит расчесывать, выпутывая из них ил[2].
- Вакуль - скотовод. Скот Вакуля легко опознать, когда тот выходит пастись на берега рек: коровы водяного не оставляют следов[2].
- Анимализм Вакуля проявляется путём превращения его в щуку. Считалось, что семья Вакуля состоит из щук[2].

"Однажды рыбак увидел лежащую на берегу огромную щуку и ударил её по голове. Щука бросилась в воду, а оттуда появился васа и велел рыбаку идти с ним под воду — лечить покалеченного сына. Под водой в доме Вакуля лежал его сын, лишившийся глаза: человек не смог вылечить мальчика, и тот вырвал у неудачника глаз, чтобы вставить его своему сыну."

## Поступки Вакуля в мифологии
- По поверьям народов коми, нельзя бить острогой рыбу тогда, когда она в большом количестве собирается на нерест. Вакуль может направить острогу против рыбака[1].
- Вакуль топит одиноких путников, идущих через мост и бывает опасен для рыбаков. Он может распугать его рыбу и даже напасть на человека на водяных мельницах[2].
- Вакуль — жадный богач подводного царства. Он требует новых приношений в виде дани утонувшего имущества. Утопленники считались жертвами водяному. Когда коми переплывали водоём, они запасались хлебом, чтобы накормить водяного. Первую пойманную рыбу принято было отпускать в воду. Если эту рыбу всё-таки не отпускали, то она шла на приготовление обрядовых блюд[1].
- Вакуль был скотоводом. Его скот выходил из воды пастись на берегу. Он имел также и коров, которые не оставляли следов на берегу. Человек может приручить корову, если бросит на неё крест-нательник. Считалось, что корова Вакуля даёт большой надой молока[1].
- Вакуль мог помочь человеку в благодарность за оказанную услугу.

«Однажды вакуль мешал рыбаку рыбачить, и тот ударил его острогой. Тогда из воды вышел водяной васа и потребовал, чтобы рыбак пошел за ним, закрыв глаза. Пришел рыбак в подводный дом, а там сидит вакуль с острогой в теле. Рыбак вынул острогу, и водяные дали ему за это денег и проводили на берег»
- Если чем-нибудь оскорбить Вакуля или Васу (бросить в водоём камень, женщине прополоскать бельё, кричать перед водоёмом), он перенесёт его в другое место[1].
- Считалось, что головную боль вызывает вода и её воплощение Вакуль. При её возникновении следовало подойти к водоёму, умыться у него и попросить прощения[1].
- Вакуль - извечный противник лешего Ворсы и нередко дерется с ним[2].